# Tabernaemontana brachyantha
Tabernaemontana brachyantha är en oleanderväxtart som beskrevs av Otto Stapf. Tabernaemontana brachyantha ingår i släktet Tabernaemontana och familjen oleanderväxter. Inga underarter finns listade i Catalogue of Life.